# Надежденка (Алтайский край)
Надежденка — упразднённый посёлок в Алтайском районе Алтайского края России. На момент упразднения входит в состав Пролетарского сельсовета. Исключён из учётных данных в 1985 году.

## География
Посёлок находится в юго-восточной части Алтайского края, в истоке реки Каянча (приток реки Устюба), на расстоянии примерно 12 км (по прямой) к северо-западу от села Нижнекаянча.

### Климат
Климат умеренно континентальный с теплым летом и умеренно морозной снежной зимой. Средняя температура января −16,8 °С, июля — + 19,2 °С. Годовое количество осадков — 937 мм.

## История
Возник не позже 1942 года, как посёлок совхоза.